# Serie A 1963/1964
Soutěžní ročník Serie A 1963/1964 byl 62. ročník nejvyšší italské fotbalové ligy a 32. ročník pod názvem Serie A. Konal se od 14. září 1963 do 7. června 1964 a skončila vítězstvím Boloně, které získalo celkem sedmý titul po 23 letech.
Nejlepším střelcem se stal opět dán Harald Nielsen (Boloňa), který vstřelil 21 branek.

## Události

### Před sezonou
Nováčci soutěže bylo Lazio a Bari, které se vrátili po dvou letech. Poprvé v klubové historii hrálo nejvyšší ligu i sicilská Messina.
Obhájci titulu Inter provedli výměnu s Fiorentinou. K Nerazzurri šel Sarti a Milani. K fialkám se přesunul Maschio a Buffon. Přišel i Szymaniak (Catania). Městský rival Milán se posílil o brazilce Amarilda (Botafogo). Odešel Barison (Sampdoria), ale hlavně trenér Nereo Rocco, který se po vítězství v poháru PMEZ rozhodl odejít do Turína. Vystřídal jej Carniglia (Řím). Juventus se rozhodlo angažovat Brazilce Neného (Santos) a da Costu (Atalanta). Z Římem si vyměnil hráče:Nicolè za Menichelli. Řím se hodně posílil, když přišli němci Schütz (Borussia Dortmund) a Schnellinger (Kolín), také do týmu přišel za rekordních 250 milionů lir + tři hráči Sormani (Mantova) a stal se tak nejdražším hráčem na světě do roku 1967. Velmi ambiciózní klub Mantova přivedla do svého týmu brankáře Zoffa (Udinese) a na hostování přišel Schnellinger a Nicolè (oba Řím). Do Anglie se rozhodl vrátil John Charles (Řím → Cardiff City) a Eddie Firmani (Janov → Charlton).
Další změny byli: Giancarlo Danova (Turín → Catania), Sergio Brighenti (Sampdoria → Modena), Jorge Toro (Sampdoria → Modena), Maryan Wisnieski (Lens → Sampdoria), Francisco Lojacono (Řím → Fiorentina), Giorgio Puia (Vicenza → Turín), Carlo Galli (Janov → Lazio).

### Během sezony
Do 11. kola měl obhájce titulu Inter stejný počet bodů jako jejich rival Milán, ale mezi 12. až 19. kole vedlo Rossoneri. Jenže pak přišla krize, která vedla v březnu k výměně trenéra a přišel Liedholm. Boloňa s Nerrazzuri se dostali do vedení ligy. Dne 4. března tisk upozornil na skutečnost, že podle antidopingového testu provedeného po zápase Turín–Boloňa (1:4) bylo pět hráčů pozitivně testováno na amfetamin felsinei. Trest vydaný v prvním stupni fotbalovou federací uložil Boloni ztrátu prohry v daném utkání a dodatečný trest ve výši jednoho bodu, což způsobil pohyb v tabulce kde Nerrazzuri se ocitlo na špici a v dalším kole odskočil o 4 body. Jenže další zvrat přišel tři kola před koncem. Kontrolní analýza lahví nezjistila žádnou stopu po dopingové látce a tak se klubu vrátili body. Oba kluby měli stejný počet bodů a muselo se rozhodnout v dodatečném utkání. To se odehrálo v Římě, přičemž Boloňa vyhrála 2:0. Zápas se odehrál 7. června, jen čtyři dny od úmrtí prezidenta klubu Renata Dall'Ara.
Sestup do Serie B znamenal pro kluby Bari a SPAL. O třetím sestupujícím se muselo rozhodnout v dodatečném utkání hrané v Miláně mezi Modenou a Sampdorii, které skončilo 0:2.

## Účastníci
| Klub              | Město     | Stadion                   | Trenér                                                                                     | Nejlepší střelec                        |
| ----------------- | --------- | ------------------------- | ------------------------------------------------------------------------------------------ | --------------------------------------- |
| Atalanta          | Bergamo   | Stadio Comunale           | Carlo Alberto Quario (1.–19. kolo) Carlo Ceresoli                                          | Angelo Domenghini (9)                   |
| Bari              | Bari      | Stadio della Vittoria     | Pietro Magni (1.–5. kolo) Tommaso Maestrelli (6.–11. kolo) Paolo Tabanelli                 | Biagio Catalano (6)                     |
| Boloňa            | Boloňa    | Stadio Comunale           | Fulvio Bernardini                                                                          | Harald Nielsen (21)                     |
| Catania           | Catania   | Stadio Cibali             | Carmelo Di Bella                                                                           | Giovanni Fanello (9)                    |
| Fiorentina        | Florencie | Stadio Comunale           | Ferruccio Valcareggi (1.–7. kolo) Giuseppe Chiappella                                      | Kurt Hamrin (19)                        |
| Janov             | Janov     | Stadio Luigi Ferraris     | Benjamín Santos                                                                            | Gastone Bean, Luigi Meroni (8)          |
| Inter             | Milán     | Stadio San Siro           | Helenio Herrera                                                                            | Jair da Costa (12)                      |
| Juventus          | Turín     | Stadio Comunale di Torino | Paulo Amaral (1.–4. kolo) Eraldo Monzeglio (5.–26. kolo) Ercole Rabitti + Eraldo Monzeglio | Omar Sívori (13)                        |
| Lanerossi Vicenza | Vicenza   | Stadio Romeo Menti        | Manlio Scopigno                                                                            | Luís Vinício (18)                       |
| Lazio             | Řím       | Stadio Olimpico           | Juan Carlos Lorenzo                                                                        | Mario Maraschi, Juan Carlos Morrone (5) |
| Mantova           | Mantova   | Stadio Danilo Martelli    | Luigi Bonizzoni                                                                            | Italo Mazzero (7)                       |
| Messina           | Messina   | Stadio Giovanni Celeste   | Umberto Mannocci                                                                           | Paolo Morelli (9)                       |
| Milán             | Milán     | Stadio San Siro           | Luis Carniglia + Giuseppe Viani (1.–23. kolo) Nils Liedholm + Giuseppe Viani               | Amarildo (14)                           |
| Modena            | Modena    | Stadio Alberto Braglia    | Annibale Frossi (1.–21. kolo) Mario Genta                                                  | Sergio Brighenti (10)                   |
| Řím               | Řím       | Stadio Olimpico           | Alfredo Foni (1.–9. kolo) Naim Krieziu (10. kolo) Luis Miró                                | Giancarlo De Sisti, Alberto Orlando (7) |
| Sampdoria         | Janov     | Stadio Luigi Ferraris     | Ernst Ocwirk                                                                               | Paolo Barison (13)                      |
| SPAL              | Ferrara   | Stadio Comunale           | Giacomo Blason (1.–28. kolo) Giovan Battista Fabbri                                        | Gianni Bui, Oscar Massei (5)            |
| Turín             | Turín     | Stadio Comunale di Torino | Nereo Rocco                                                                                | Gerry Hitchens, Joaquín Peiró (9)       |

## Tabulka
| Poř. | Tým               | Z  | V  | R  | P  | VG | OG | B  |
| ---- | ----------------- | -- | -- | -- | -- | -- | -- | -- |
| 1.   | Boloňa            | 34 | 22 | 10 | 2  | 54 | 18 | 54 |
| 2.   | Inter             | 34 | 23 | 8  | 3  | 54 | 21 | 54 |
| 3.   | Milán             | 34 | 21 | 9  | 4  | 58 | 28 | 51 |
| 4.   | Fiorentina        | 34 | 14 | 10 | 10 | 43 | 27 | 38 |
| 5.   | Juventus          | 34 | 14 | 10 | 10 | 49 | 37 | 38 |
| 6.   | Lanerossi Vicenza | 34 | 13 | 10 | 11 | 34 | 36 | 36 |
| 7.   | Turín             | 34 | 9  | 17 | 8  | 32 | 32 | 35 |
| 8.   | Janov             | 34 | 10 | 10 | 14 | 33 | 34 | 30 |
| 9.   | Lazio             | 34 | 9  | 12 | 13 | 21 | 24 | 30 |
| 10.  | Catania           | 34 | 9  | 12 | 13 | 32 | 44 | 30 |
| 11.  | Atalanta          | 34 | 7  | 16 | 11 | 26 | 43 | 30 |
| 12.  | Řím               | 34 | 9  | 11 | 14 | 43 | 44 | 29 |
| 13.  | Mantova           | 34 | 6  | 17 | 11 | 28 | 39 | 29 |
| 14.  | Messina           | 34 | 9  | 10 | 15 | 25 | 46 | 28 |
| 15.  | Sampdoria         | 34 | 10 | 7  | 17 | 38 | 50 | 27 |
| 16.  | Modena            | 34 | 6  | 15 | 13 | 29 | 42 | 27 |
| 17.  | SPAL              | 34 | 6  | 12 | 16 | 28 | 39 | 24 |
| 18.  | AS Bari           | 34 | 6  | 10 | 18 | 20 | 43 | 22 |

Poznámky
- Z = Odehrané zápasy; V = Vítězství; R = Remízy; P = Prohry; VG = Vstřelené góly; OG = Obdržené góly; B = Body
- za výhru 2 body, za remízu 1 bod, za prohru 0 bodů.
- při rovnosti bodů rozhodovalo skóre
- kluby Boloňa a Inter odehráli dodatečný zápas o titul.
- kluby Sampdoria a Modena odehráli dodatečný zápas o sestup.

|  | Mistr ligy a přímý postup do poháru PMEZ 1964/65 |
|  | Přímý postup do poháru PMEZ 1964/65              |
|  | Přímý postup do poháru PVP 1964/65               |
|  | Přímý postup do VP 1964/65                       |
|  | Sestup do Serie B                                |

## Dodatečné zápasy

### O titul
| 7. červen 1964 | Boloňa                          | 2 – 0  | Inter | Řím |  |  |
|                | Facchetti 75 (vl.)' Nielsen 84' | Report |       |     |  |  |
|                |                                 |        |       |     |  |  |

- Klub Boloňa získal titul.

### O sestup
| 7. červen 1964 | Modena | 0 – 2  | Sampdoria             | Milán |  |  |
|                |        | Report | 61' Barison 72' Salvi |       |  |  |
|                |        |        |                       |       |  |  |

- Klub Modena sestoupil do Serie B.

## Statistiky

### Výsledková tabulka
|            | Atalanta | Bari | Boloňa | Catania | Fiorentina | Janov | Inter | Juventus | L. Vicenza | Lazio | Mantova | Messina | Milán | Modena | Řím | Sampdoria | SPAL | Turín |
| ---------- | -------- | ---- | ------ | ------- | ---------- | ----- | ----- | -------- | ---------- | ----- | ------- | ------- | ----- | ------ | --- | --------- | ---- | ----- |
| Atalanta   | –        | 1:0  | 1:1    | 3:0     | 1:7        | 1:3   | 1:3   | 3:0      | 2:1        | 1:1   | 0:0     | 3:0     | 0:0   | 1:1    | 1:0 | 0:0       | 0:0  | 1:1   |
| Bari       | 4:0      | –    | 0:1    | 0:0     | 2:0        | 0:2   | 1:1   | 1:1      | 1:0        | 0:2   | 0:0     | 0:1     | 0:2   | 0:0    | 1:3 | 2:1       | 1:0  | 0:3   |
| Boloňa     | 2:0      | 3:1  | –      | 1:0     | 2:0        | 1:1   | 1:2   | 2:1      | 3:0        | 1:0   | 2:1     | 2:0     | 2:2   | 0:0    | 4:0 | 1:0       | 2:1  | 4:1   |
| Catania    | 0:0      | 1:0  | 1:3    | –       | 2:0        | 5:3   | 1:2   | 2:0      | 0:1        | 1:0   | 0:0     | 2:0     | 0:1   | 1:0    | 0:0 | 1:5       | 0:0  | 1:0   |
| Fiorentina | 4:0      | 1:0  | 0:0    | 1:1     | –          | 2:0   | 1:3   | 2:1      | 0:2        | 1:0   | 0:1     | 0:1     | 2:1   | 0:0    | 0:0 | 3:0       | 1:0  | 1:1   |
| Janov      | 0:0      | 0:0  | 0:2    | 0:2     | 2:1        | –     | 0:2   | 3:1      | 0:0        | 4:1   | 1:0     | 3:0     | 1:1   | 2:2    | 3:0 | 0:1       | 1:0  | 0:0   |
| Inter      | 2:1      | 3:0  | 0:0    | 4:1     | 1:1        | 1:0   | –     | 1:0      | 0:0        | 1:0   | 2:0     | 4:0     | 0:2   | 2:1    | 1:0 | 1:0       | 0:0  | 3:1   |
| Juventus   | 0:0      | 4:0  | 0:0    | 4:2     | 1:1        | 0:0   | 4:1   | –        | 4:1        | 0:3   | 2:2     | 2:1     | 1:2   | 0:0    | 3:1 | 1:0       | 3:1  | 3:1   |
| L. Vicenza | 3:0      | 2:1  | 1:3    | 1:1     | 1:0        | 1:0   | 1:0   | 0:1      | –          | 1:0   | 1:1     | 1:1     | 0:1   | 4:3    | 2:1 | 1:3       | 1:0  | 1:1   |
| Lazio      | 0:1      | 1:0  | 1:2    | 0:0     | 1:1        | 1:0   | 0:0   | 0:2      | 0:1        | –     | 2:0     | 0:0     | 1:1   | 1:0    | 1:1 | 0:0       | 0:0  | 0:0   |
| Mantova    | 1:1      | 0:0  | 0:0    | 1:0     | 0:3        | 0:0   | 2:2   | 1:1      | 0:0        | 0:0   | –       | 2:2     | 1:4   | 3:0    | 1:0 | 2:0       | 2:0  | 0:0   |
| Messina    | 1:1      | 1:1  | 0:2    | 0:0     | 0:3        | 1:0   | 0:1   | 1:0      | 2:0        | 0:2   | 1:0     | –       | 1:2   | 2:0    | 2:1 | 4:3       | 0:0  | 1:1   |
| Milán      | 2:0      | 2:0  | 1:2    | 3:1     | 2:1        | 3:1   | 1:1   | 2:2      | 2:1        | 0:1   | 1:0     | 3:0     | –     | 3:0    | 2:1 | 0:1       | 1:1  | 1:1   |
| Modena     | 1:0      | 1:1  | 1:4    | 0:0     | 0:1        | 2:1   | 0:1   | 1:0      | 2:3        | 2:1   | 1:1     | 0:0     | 0:1   | –      | 3:3 | 3:0       | 4:3  | 0:0   |
| Řím        | 1:1      | 0:0  | 0:1    | 4:4     | 1:1        | 1:0   | 0:1   | 1:2      | 1:1        | 0:0   | 2:1     | 2:0     | 2:3   | 2:0    | –   | 6:1       | 2:0  | 3:0   |
| Sampdoria  | 1:1      | 2:0  | 2:0    | 4:1     | 0:1        | 0:1   | 1:5   | 0:2      | 1:1        | 1:0   | 1:1     | 3:1     | 1:2   | 1:1    | 0:2 | –         | 3:1  | 0:0   |
| SPAL       | 0:0      | 3:1  | 0:0    | 3:1     | 0:0        | 0:0   | 0:1   | 1:3      | 1:0        | 0:1   | 5:2     | 1:1     | 2:4   | 0:0    | 2:0 | 3:1       | –    | 0:1   |
| Turín      | 3:0      | 1:2  | 0:0    | 0:0     | 0:3        | 2:1   | 0:2   | 0:0      | 0:0        | 2:0   | 5:2     | 1:0     | 0:0   | 0:0    | 2:2 | 2:1       | 2:0  | –     |

### Střelecká listina
| Pořadí | Jméno            | Klub       | Branky |
| ------ | ---------------- | ---------- | ------ |
| 1.     | Harald Nielsen   | Boloňa     | 21     |
| 2.     | Kurt Hamrin      | Fiorentina | 19     |
| 3.     | Luís Vinício     | L. Vicenza | 18     |
| 4.     | Amarildo         | Milán      | 14     |
| 5.     | José Altafini    | Milán      | 13     |
| 5.     | Paolo Barison    | Sampdoria  | 13     |
| 5.     | Omar Sívori      | Juventus   | 13     |
| 8.     | Jair da Costa    | Inter      | 12     |
| 9.     | Nené             | Juventus   | 11     |
| 10.    | Sergio Brighenti | Modena     | 10     |

## Vítěz
| Serie A Vítěz pro rok 1963/64 |
| ----------------------------- |
| Bologna FC 1909               |
|                               |